# Liu Xie (auteur)
Pour les articles homonymes, voir Liu Xie.
Œuvres principales
Wenxin diaolong
Liu Xie (chinois 劉勰), né vers 465 dans le Jiangsu en Chine, mort vers 521, est un écrivain chinois, auteur du traité sur la littérature Wenxin diaolong (Le Cœur de la littérature et la Sculpture des dragons).

## Biographie
Les renseignements biographiques sur Liu Xie proviennent du Livre des Liang (Liangshu) et de l'Histoire des dynasties du Sud (en) (Nanshi).
Son père meurt lorsqu'il est jeune et sa mère l'élève dans la pauvreté. C'est peut-être cette pauvreté qui explique qu'il a été célibataire et vécu dans un temple bouddhique. Liu Xie a en effet d'abord été l'assistant de Sengyou, un bonze qui a édité les sutras du monastère Dinglin. Liu Xie a ensuite été chargé de la réédition de ces mêmes sutras en compagnie du bonze Huizhen. C'est à cette occasion qu'il devient lui-même bonze, peu avant de mourir. Dans le Cœur de la littérature et la Sculpture des dragons, Liu Xie a été influencé par le confucianismecomme par le bouddhisme, et plus encore par le taoïsme,.
C'est après avoir rêvé de Confucius que Liu Xie entreprend la rédaction du Wenxin diaolong. Il considère en effet que la littérature de son temps est décadente et que son renouvellement nécessite un retour aux principes confucianistes. Le Cœur de la littérature et la Sculpture des dragons est un ouvrage majeur sur l'esthétique de la littérature. Dans la première moitié, il décrit 34 différents styles d'écriture (celles qui existaient jusqu'à son époque), et il continue en analysant les méthodes de composition : style, émotion, parallélisme, métaphore, diction, organisation, et ainsi de suite.
Il porte son ouvrage à la connaissance de Shen Yue, lettré de grande influence, ce qui lui permet de commencer une carrière de fonctionnaire. Il sert le prince Xiao Tong, auteur d'une anthologie réputée, le Wenxuan. Lorsque son maître Sengyou meurt en 518, il retourne dans son monastère. Il devient bonze en 520 et prend le nom de Huidi.